# HD 33579
HD 33579 är en ensam stjärna belägen i den södra delen av stjärnbilden Svärdfisken. Den har en skenbar magnitud av ca 9,22 och kräver teleskop för att kunna observeras. Baserat på parallax enligt Gaia Data Release 2 på ca 0,31 mas, beräknas den befinna sig på ett avstånd på ca 165 000 ljusår (ca 50 000 parsek) från solen. Den rör sig bort från solen med en heliocentrisk radialhastighet på ca 256 km/s. Den är av de ljusaste stjärnorna i Stora magellanska molnet.

## Egenskaper
HD 33579 är en gul till vit hyperjättestjärna av spektralklass A3 Ia+. Den har en massa som är ca 20 - 30 solmassor, en radie som är ca 380 solradier och har ca 525 000 gånger solens utstrålning av energi från dess fotosfär vid en effektiv temperatur av ca 8 000 K.
HD 33579 ligger i en del av Hertzsprung–Russell-diagrammet som kallas Gula evolutionära tomrummet eftersom stjärnor med dess kombinationen av luminositet och temperatur är extremt instabila. De expanderar antingen för att bli svalare eller för att avlämna sina yttre lager helt för att bli varmare. Ändå är HD 33579 relativt stabil, knappt ens variabel. Detta tros bero på dess större massa jämfört med de flesta stjärnor med liknande temperatur och ljusstyrka.
HD 33579 är en extremt sällsynt typ av stjärna som för närvarande utvecklas för första gången genom det gula evolutionära tomrummet från att vara en blå hyperjätte till att bli en röd hyperjätte. Detta innebär att stjärnan ofta kallas en gul hyperjätte även om spektraltyp A3 innebär att den också beskrivs som en vit hyperjätte.
Även om HD 33579 inte formellt har listats i General Cataloge of Variable Stars, bekräftade analys av Hipparcos fotometri små amplitudvariationer i dess magnitud som hade rapporterats i tidigare forskning. Den misstänks vara en Alfa Cygni-variabel. Perioder av 620 dygn och 105 dygn finns, plus andra möjliga kortare perioder. Den totala amplituden är bara ca 0,1 magnitud. En statistisk analys av Hipparcos fotometri visade en möjlig period på 27 dygn.